# Oloj
Oloj (rusky Олой) je řeka ve Magadanské oblasti v Rusku. Je 471 km dlouhá. Povodí má rozlohu 23 100 km². Na horním toku se nazývá Levý Oloj (rusky Левый Олой).

## Průběh toku
Pramení v Kolymském pohoří. Teče na severozápad podél jižních svahů Olojského hřbetu. Na dolním toku teče v široké dolině. Ústí zprava do Omolonu (povodí Kolymy).

## Vodní stav
Zdrojem vody jsou sněhové a dešťové srážky. Zamrzá v říjnu a rozmrzá na konci května. Na horním toku se tvoří velké náledí. Po celém toku se vyskytují tzv. polyňji, tj. prostranství bez ledu s otevřenou vodou.